# 佩苏朗 (热尔省)
佩苏朗（法語：Pessoulens）是法国热尔省的一个市镇，属于孔东区（Condom）圣克拉县（Saint-Clar）。该市镇总面积12.63平方公里，2009年时的人口为153人。

## 人口
佩苏朗人口变化图示